# Открытый контент
Открытый контент (англ. open content) — неологизм, придуманный по аналогии с открытым ПО (англ. open source), описывает любое творческое произведение или контент, опубликованный по лицензии, явно разрешающей копирование и изменение этой информации кем угодно, а не только закрытой организацией, фирмой или частным лицом. Открытый контент — это альтернативная парадигма использованию копирайта для создания монополий. Открытый контент способствует целям демократизации знаний.
Крупнейшим открытым проектом является Википедия.

## Определение
Сайт OpenContent определил открытый контент как «свободно доступный для изменения, использования и распространение по лицензии, аналогичной тем, которые используются в сообществе Open Source/Free Software». Однако такое определение исключает Open Content License, потому что эта лицензия запрещает взимание платы за открытый контент, тогда как это право у свободных и открытых лицензий на программное обеспечение имеется.
Поэтому значение термина было скорректировано, и теперь сайт OpenContent описывает открытость как возможность «неограниченно улучшать» (англ. continuous construct). Чем больше авторских прав передается обществу, тем более открытым является содержание. Пороговым для определения открытого контента является то, что лицензия на работу должна предоставлять пользователям право на большее число видов использования, чем обычно разрешается в соответствии с законодательством, без каких-либо затрат для пользователя.
На сайт OpenContent выдвигаются 4 пункта, в качестве основы для оценки степени открытости контента:

1. Повторное использование — право на повторное использование контента в своей неизменной/дословной форме (например, сделать резервную копию содержимого)
2. Модификация — право адаптировать, корректировать или изменить само содержание (например, перевод содержания на другой язык)
3. Смешивание (ремикс) — право объединить оригинал или пересмотренное содержание с другим содержанием, чтобы создать что-то новое (например, включить в содержание Мэшап)
4. Распространение — право делиться копией оригинального контента, ваших изменений или ваших ремиксов с другими (например, предоставить копию содержимого другу)

Это более широкое определение отличается от открытого контента с открытым исходным кодом, так как последние должны быть доступны для коммерческого использования и адаптации со стороны общественности. Тем не менее, оно похоже на несколько определений для открытых образовательных ресурсов, которые включают в себя ресурсы с некоммерческими и дословными лицензиями.

## Свободный доступ
Термин «свободный доступ» относится к бесплатному или к бесплатно доступному контенту, это, в основном, опубликованные в рецензируемых научных журналах статьи.[уточнить] Некоторые работы со свободном доступом имеют также лицензию на использование и распространение, что квалифицирует их как открытый контент.

## Свободный контент и свободная документация
Как и в случае «открытых исходных кодов ПО» и «свободного ПО», некоторые открытые материалы могут быть описаны как «свободный контент» (англ. Free content). Однако свободный контент сохраняет требование, по которому лицензии должны позволять коммерческое использование и адаптацию материалов. По этим же причинам Free Software Foundation, описывает лицензию Open Content License как несвободную и Copyfree Initiative не сертифицировала её как свободную.

## Лицензии
В соответствии с действующим определением открытого контента на веб-сайте OpenContent, любые общие лицензии, не требующие отчислений с пользователей, могут быть квалифицированы как открытые лицензии, потому что они предоставляют пользователям право на большее число видов использования, чем обычно разрешается в соответствии с законом бесплатно для пользователей.
Тем не менее, более узкое определение, используемое при описании открытого контента, ограничивает этот круг — любой контент под свободной лицензией может считаться контентом под открытой лицензией. В соответствии с этим частным критерием можно перечислить следующие лицензии, попадающие под эту квалификацию:
- Лицензии Creative Commons (только Creative Commons Attribution, Attribution-Share Alike и Zero)
- Open Publication License (оригинальная лицензия Open Content Project, Open Content License, не позволяют коммерческое копирование лицензированных работ и, следовательно, не попадает под эту квалификацию)
- Лицензии Against DRM
- GNU Free Documentation License
- Open Game License (лицензия, созданная для ролевых игр от Wizards of the Coast)
- Free Art License